# Engelepogon kocoureki
Engelepogon kocoureki là một loài ruồi trong họ Asilidae. Engelepogon kocoureki được Hradský & Hüttinger miêu tả năm 1984.